# Kōta Wakabayashi
Kōta Wakabayashi (japanisch 若林 康太 Wakabayashi Kōta; * 23. Oktober 1997 in Kashiwazaki) ist ein japanischer Sprinter, der sich auf den 400-Meter-Lauf spezialisiert hat.

## Sportliche Laufbahn
Erste internationale Erfahrungen sammelte Kota Wakabayashi bei den Asienmeisterschaften 2019 in Doha, bei denen er mit der japanischen 4-mal-400-Meter-Staffel in 3:02,94 min die Goldmedaille gewann und sich in 3:20,29 min auch die Bronzemedaille mit der Mixed-Staffel hinter den Mannschaften aus Bahrain und Indien sicherte. Mit der Männerstaffel nahm er auch an den Weltmeisterschaften ebendort im Oktober teil und schied dort mit 3:02,05 min im Vorlauf aus, wie auch mit der Mixed-Staffel mit 3:18,77 min.

## Persönliche Bestzeiten
- 400 Meter: 45,81 s, 6. Mai 2018 in Osaka